# Município de Edwards (condado de Wilkes, Carolina do Norte)
O município de Edwards (em inglês: Edwards Township) é um localização localizado no  condado de Wilkes no estado estadounidense da Carolina do Norte. No ano 2010 tinha uma população de 7.318 habitantes.

## Geografia
O município de Edwards encontra-se localizado nas coordenadas 36° 15′ 34,48″ N, 80° 56′ 06,27″ O.